# Konjunktion (Chinesisch)
Konjunktionen (chinesisch 連詞 / 连词, Pinyin lián cí) werden im Hochchinesischen (Putonghua), wie in anderen Sprachen auch, dazu verwendet, zwei Sätze oder Satzglieder zu verbinden und zueinander in Beziehung zu setzen.
Für Konjunktionen, die Sätze verbinden, gibt es dabei zwei mögliche Satzstellungen:
1. Konjunktion Subjekt Verb Objekt
2. Subjekt Konjunktion Verb Objekt

Je nach Konjunktion kann diese nur in der ersten, nur in der zweiten oder in beiden verwendet werden.
Konjunktionen können im Chinesischen auch weggelassen werden, wenn die Beziehung zwischen zwei Aussagen aus dem Kontext klar wird.

## Liste
- U – Umgangssprachlich
- S – Schriftsprachlich
- 1 – Satzstellung 1 (s. o.)
- 2 – Satzstellung 2 (s. o.)
- 1. Satz bedeutet, dass in einem zweiteiligen Satz die Konjunktion am Anfang bzw. vor dem Verb des ersten Teilsatzes steht.
- 2. Satz bedeutet, dass die Konjunktion am Anfang bzw. vor dem Verb des zweiten Teilsatzes  steht.

| Pinyin                         | Vereinfacht            | Traditionell           | Verwendung              | Übersetzung                              | Typ / Position | Stil |
| ------------------------------ | ---------------------- | ---------------------- | ----------------------- | ---------------------------------------- | -------------- | ---- |
| yīdàn                          | 一旦                   | 一旦                   | konditional, irreal     | falls + Konj. II                         | Satz 1, 2 ?    | S    |
| yīdàn                          | 一但                   | 一但                   | konditional, irreal     | falls + Konj. II                         | Satz 1, 2 ?    | S    |
| rúguǒ ... (dehuà), ... jiù ... | 如果...(的话),...就... | 如果...(的話),...就... | konditional             | wenn / falls ..., dann ...               | Satz 1, 2 ?    | U, S |
| yào shì                        | 要是                   | 要是                   | konditional             | wenn / falls ..., dann ...               | Satz 1, 2 ?    | U    |
| zài...yě...                    | 再...也...             | 再...也...             | konditional             | selbst wenn ..., dann trotzdem ...       | Satz           |      |
| jiù shì...yě...                | 就是...也...           | 就是...也...           | konditional             | selbst wenn ..., dann trotzdem ...       | Satz           |      |
| yàobu                          | 要不                   | 要不                   | konditional             | wenn nicht / andernfalls / sonst         | 2. Satz 1      | U    |
| yǔ                             | 与                     | 與                     | kopulativ               | und                                      | Satzglied      | S    |
| cǐwài                          | 此外                   | 此外                   | kopulativ               | darüber hinaus                           | Satz 1         |      |
| jì ... yòu                     | 既...又...             | 既...又...             | kopulativ               | sowohl ... als auch                      | ?              | ?    |
| bùdàn...érqiě...               | 不但...而且...         | 不但...而且...         | kopulativ               | nicht nur ... sondern auch...            | ?              |      |
| bùjǐn...érqiě...               | 不仅...而且...         | 不僅...而且...         | kopulativ               | nicht nur ... sondern auch...            | ?              |      |
| yībiān ... yī biān ...         | 一边...一边...         | 一邊...一邊...         | kopulativ               | einerseits... andererseits...            | Satz           | S, U |
| bìng                           | 并                     | 並                     | kopulativ               | und / weiterhin                          | Nebensatz      | S    |
| ...ér...                       | ... 而 ...             | ... 而 ...             | kopulativ / kontrasitiv | sowohl als auch / aber                   | Satz 1         | S    |
| yīyòu                          | 一又                   | 一又                   | kopulativ               | sowohl ... als auch                      |                |      |
| chúle ... yǐwài, ...           | 除了...以外, ...       | 除了...以外, ...       | restriktiv              | abgesehen von, außer                     | Satzglied      | S, U |
| bù ... gēngbù                  | 不...更不              | 不...更不              | restriktiv              | nicht ... und schon gar nicht ...        |                |      |
| dàn shì                        | 但是                   | 但是                   | restriktiv              | aber / wie auch immer                    | Satz           | U    |
| què                            | 却                     | 卻                     | restriktiv              | aber                                     | Satz 2         |      |
| bùshì ... érshì...             | 不是...而是...         | 不是...而是...         | restriktiv              | nicht ... sondern ...                    | Satz           |      |
| yīnwei ... suǒyǐ ...           | 因为...所以...         | 因為...所以...         | kausal                  | weil ... daher ...                       | Satz           | S, U |
| yóuyú ... suǒyǐ ...            | 由于...所以...         | 由於...所以...         | kausal                  | weil ... daher ...                       | Satz           | S, U |
| suīrán ..., dànshì/què...      | 虽然...但是/却         | 雖然...但是/卻         | kausal                  | obwohl ..., trotzdem ...                 | Satz           | U/S  |
| huò(zhě)                       | 或(者)                 | 或(者)                 | disjunktiv              | oder / aber möglicherweise auch          | ?              | S, U |
| bùguǎn...háishì...             | 不管...还是...         | 不管...還是...         | disjunktiv              | egal ob ..., oder ...                    | Satz 1         | S, U |
| yàome ... yàome...             | 要么...要么...         | 要麼...要麼...         | disjunktiv              | entweder ..., oder ...                   | Satz           |      |
| wèile                          | 为了                   | 為了                   | final                   | um zu / damit                            | Satz 1         |      |
| bùyěshì                        | 不也是...              | 不也是...              | -                       | (leitet eine rhetorische Frage ein)      | Satz 2         |      |
| jìbù ... yěbù ...              | 既不...也不...         | -                      | disjunktiv              | weder ..., noch...                       | Satz           | S, U |
| yī ... jiù ...                 | 一...就...             | -                      | disjunktiv              | kaum ..., als ...; sobald; wenn (einmal) | Satz           | U    |